# ادواردو تورس-دولسه
ادواردو تورس-دولسه (اسپانیایی: Eduardo Torres-Dulce‎؛ زادهٔ ۱۴ مه ۱۹۵۰) دادستان، استاد حقوق کیفری و منتقد سینمایی و عضو فرهنگستان اهل اسپانیا است. او از دسامبر ۲۰۱۱ تا دسامبر ۲۰۱۴ دادستان کل کشور بود. در حال حاضر، او به سمت قبلی خود به‌عنوان دادستان در دادگاه قانون اساسی بازگشته است.
از فیلم‌ها یا مجموعه‌های تلویزیونی که وی در آن‌ها نقش داشته‌است، می‌توان به هولمز و واتسن. روزهای مادرید اشاره نمود.